# Феогност (Ильницкий)
Епи́скоп Феогно́ст (в миру Дени́с Алекса́ндрович Ильни́цкий; 10 июня 1987, Южный Аламышик, Джалалкудукский район, Андижанская область, Узбекская ССР) — архиерей Русской православной церкви, епископ Щигровский и Мантуровский.

## Биография
Родился 10 июля 1987 года в посёлке Южный Аламышик Джалалкудукского района Андижанской области Узбекской ССР. Крещен в 1988 году.
В 2004—2009 годы учился в Самарском государственном университете на очном отделении юридического факультета, затем поступил в аспирантуру Самарского университета, которую окончил в 2012 году со специальностью «Конституционное право, конституционный судебный процесс, муниципальное право». В 2008—2018 годы работал в администрации губернатора Самарской области, на государственной гражданской службе Самарской области. Занимал должности руководителя управления правовой экспертизы, заместителя руководителя департамента государственного управления и др.
В 2010—2015 годы заочно учился в Самарской духовной семинарии, затем поступил на заочное отделение Московской духовной академии, которую окончил в 2019 году.
В 2011—2023 годы в Самарском государственном университете работал ассистентом, был старшим преподавателем кафедры государственного и административного права. Читал курсы: административное право, административная ответственность, государственная и муниципальная служба.
16 ноября 2014 года назначен ответственным созданного тогда же Отдел по взаимоотношениям Церкви и общества Кинельской епархии.
В 2018 годы поступил в Никольский мужской монастырь Кинельской епархии в селе Богатое Самарской области. В 2018—2023 годы — председатель отдела по взаимодействию Церкви и общества Кинельской епархии, секретарь епархиального суда.
19 декабря 2019 годы в Никольском монастыре села Богатое епископом Кинельским и Безенчукским Софронием (Баландиным) пострижен в иночество с именем Дионисий и рукоположен в сан диакона. 31 декабря 2019 года официально зачислен в клир Никольского мужского монастыря села Богатое и назначен на должность благочинного.
7 марта 2020 года в Георгиевском кафедральном соборе города Кинеля тем же архиереем рукоположен во пресвитера.
18 апреля 2022 года в Никольском монастыре села Богатое тем же архиереем пострижен в монашество с именем Феогност в честь святителя Феогноста, митрополита Киевского и всея Руси.
В 2023 году перешёл в клир Одинцовской епархии. Клирик архиерейского подворья храма Всех святых Соловецких села Бушарино

### Архиерейство
30 мая 2024 года решением Священного Синода Русской православной церкви был избран викарием Патриарха Московского и всея Руси с титулом «Бронницкий».
7 июня 2024 года на архиерейском подворье храма в честь Всех святых Соловецких в селе Бушарино Одинцовского района Московской области архиепископом Одинцовским и Красногорским Фомой (Мосоловым) возведён в сан архимандрита.
25 июня 2024 года в домовом храме Всех святых, в земле Российской просиявших, Патриаршей и Синодальной резиденции в Даниловом ставропигиальном монастыре в Москве наречён во епископа Бронницкого.
19 августа 2024 года в московском храме Христа Спасителя хиротонисан во епископа Бронницкого. Хиротонию совершили: патриарх Московский и всея Руси Кирилл, митрополит Воскресенский Григорий (Петров), митрополит Волоколамский Антоний (Севрюк), митрополит Звенигородский Арсений (Перевалов), архиепископ Одинцовский и Красногорский Фома (Мосолов), епископ Павлово-Посадский Силуан (Вьюров), епископ Сергиево-Посадский и Дмитровский Кирилл (Зинковский), епископ Раменский Алексий (Туриков), епископ Егорьевский Мефодий (Зинковский).
24 октября 2024 года решением Священного Синода Русской Православной Церкви был назначен епископом Щигровским и Мантуровским.